# Анненковское сельское поселение (Майнский район)
Анненко́вское се́льское поселе́ние — муниципальное образование в составе Майнского района Ульяновской области. Административный центр — село Анненково-Лесное.

## Население
| 2010  | 2012  | 2013  | 2014  | 2015  | 2016  | 2017  |
| ----- | ----- | ----- | ----- | ----- | ----- | ----- |
| 1323  | ↘1273 | ↘1216 | ↘1200 | ↘1152 | ↘1123 | ↘1085 |
| 2018  | 2019  | 2020  | 2021  |       |       |       |
| ↘1052 | ↘1017 | ↘990  | ↘938  |       |       |       |

## Состав сельского поселения
В состав поселения входят 6 населённых пунктов: 2 села, 1 деревня и 3 посёлка.
| № | Населённый пункт    | Тип населённого пункта       | Население |
| - | ------------------- | ---------------------------- | --------- |
| 1 | Анненково-Лесное    | село, административный центр | 477       |
| 2 | Малое Жеребятниково | деревня                      | 21        |
| 3 | Новоанненковский    | посёлок                      | 441       |
| 4 | Новотроицкая        | посёлок                      | 2         |
| 5 | Новочуфаровский     | посёлок                      | 214       |
| 6 | Сущевка             | село                         | 168       |